# Jason Pagara
Jason Pagara (Cagayan de Oro, 17 luglio 1992) è un pugile filippino.
È il fratello maggiore di Albert Pagara, anch'egli pugile professionista.

## Carriera
Pagara ha combattuto il suo primo match a livello professionale il 29 settembre 2006, alla giovanissima età di 14 anni, contro Tada Tadena a Jagna, Bohol. L'incontro è terminato con la vittoria del quattordicenne per decisione unanime, dopo 4 riprese.